# یواس‌اس الگاش (ای‌او-۹۷)
یواس‌اس الگاش (ای‌او-۹۷) (به انگلیسی: USS Allagash (AO-97)) یک کشتی بود که طول آن ۵۵۳ فوت (۱۶۹ متر) بود. این کشتی در سال ۱۹۴۵ ساخته شد.